# Truppenübungsplatz Jägerbrück

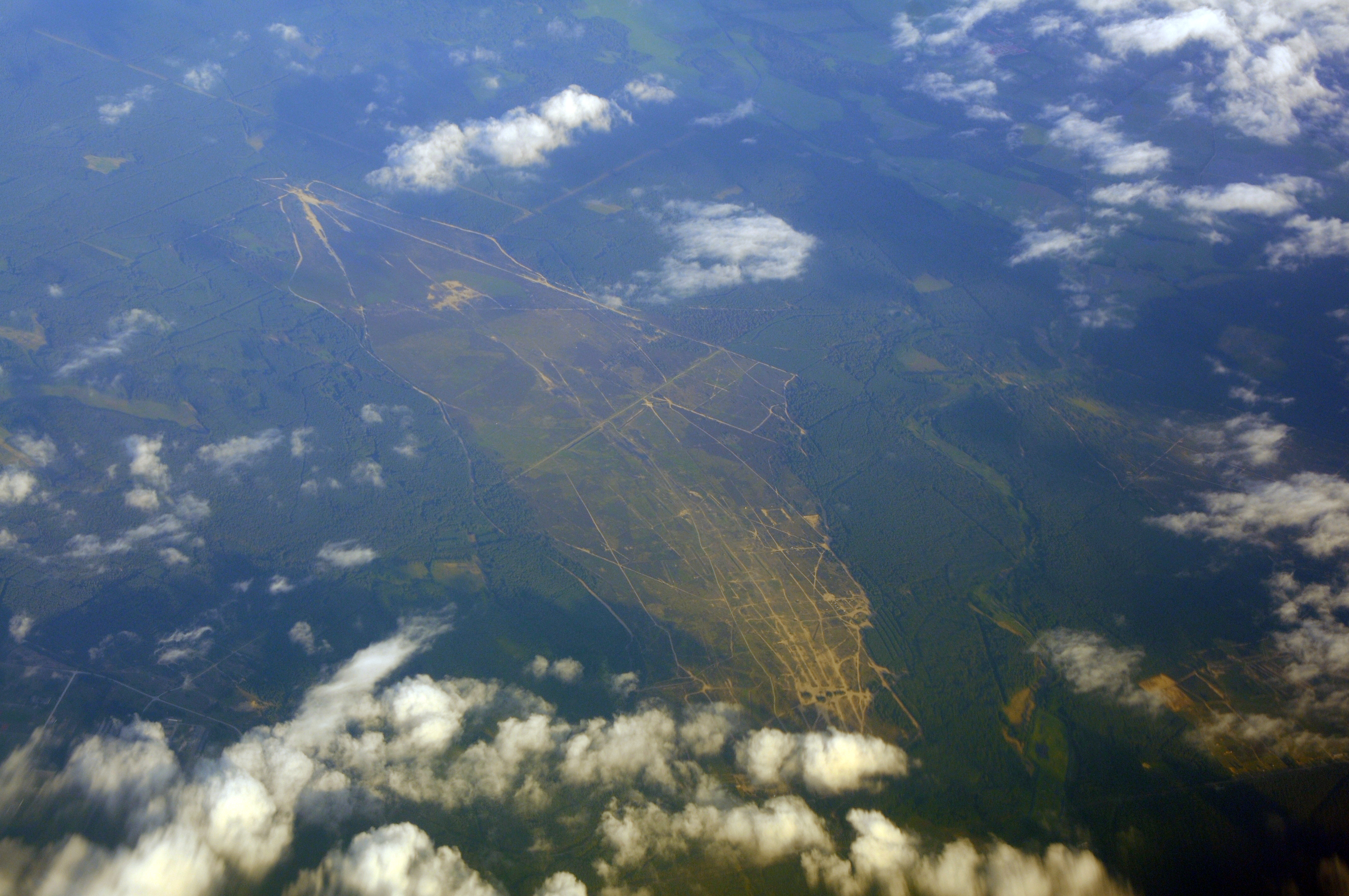
Widok na poligon z lotu ptaka

Truppenübungsplatz Jägerbrück (TrÜbPl Jägerbrück) – poligon wojskowy w północno-wschodnich Niemczech, w kraju związkowym Meklemburgia-Pomorze Przednie, w powiecie Vorpommern-Greifswald, położony na terenie Puszczy Wkrzańskiej, kilka kilometrów od granicy polskiej, około 35 km na północny zachód od Szczecina. Komendantura poligonu mieści się w Torgelow.
Poligon zajmuje powierzchnię około 10 000 ha (100 km²). Teren poligonu jest równinny, miejscami pofałdowany, nie przekracza 30 m n.p.m. Lasy zajmują 68% jego powierzchni. Na terenie poligonu znajdują się koszary pozwalające na zakwaterowanie 650 żołnierzy oraz miejsce na obóz namiotowy dla 600 żołnierzy.
Poligon przystosowany jest do szkolenia wojsk lądowych, w tym piechoty, wojsk pancernych, spadochronowych i obrony przeciwlotniczej.
Budowę poligonu rozpoczęto w 1952 roku. Do 1990 roku jego głównym użytkownikiem była 9 Dywizja Pancerna Narodowej Armii Ludowej NRD. Po zjednoczeniu Niemiec kontrola nad poligonem przekazana została Bundeswehrze.